# Liste der Monuments historiques in Widensolen
Die Liste der Monuments historiques in Widensolen führt die Monuments historiques in der französischen Gemeinde Widensolen auf.

## Liste der Objekte
| Bezeichnung                | Beschreibung                           | Standort                        | Kennzeichnung | Schutzstatus   | Datum     | Bild |
| -------------------------- | -------------------------------------- | ------------------------------- | ------------- | -------------- | --------- | ---- |
| Orgel                      | Ensemble aus PM68000968 und PM68000421 | in der Kirche St-Nicolas (Lage) | PM68000952    | Inscrit Classé | 1989 1979 |      |
| Orgelprospekt              | 1872 von Claude Ignace Callinet gebaut | in der Kirche St-Nicolas (Lage) | PM68000968    | Inscrit        | 1989      |      |
| Instrumentalteil der Orgel | 1872 von Claude Ignace Callinet gebaut | in der Kirche St-Nicolas (Lage) | PM68000421    | Classé         | 1979      |      |